# 德拉贝拉塔

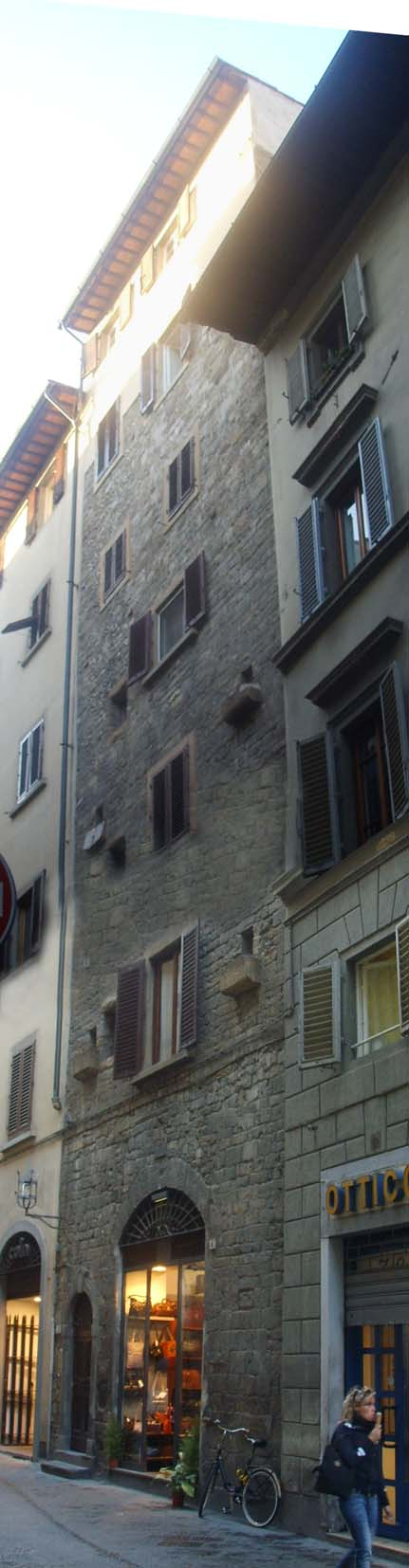
德拉贝拉塔

德拉贝拉塔（Torre dei Della Bella）是意大利佛罗伦萨的一座历史建筑，位于Tavolini街。
该塔是长方形平面，石砌的建筑立面上有若干放置孔，在在中世纪时期用作放置脚手架（用于完成特别高的建筑）或外阳台的支撑梁。
该塔属于一个重要的家族，是作者贾诺德拉贝拉的出生地。
该塔位于Galigai塔对面。非常接近圆塔。大门上面刻有19世纪以前的旧门牌号码，罗马数字LXXII。